# Mirjam van den Broeke
Mirjam van den Broeke (1977) is een Nederlandse journalist en columnist en was van 2011 tot 2016 de eerste vrouwelijke hoofdredacteur van het maandblad Quote.
Na een opleiding tot toneeldanseres en cum laude te zijn afgestudeerd in Nederlands recht begon Van den Broeke bij Quote onder Jort Kelder, die haar na korte tijd benoemde tot "chef borrels en partijen". Na een uitstap naar het inmiddels ter ziele gegane reisperiodiek Hide&Chic, kwam ze terug op de redactie aan het Koningsplein om zich toe te leggen op het schrijven van ondernemersportretten, glamourreportages en uiteindelijk ook haar eigen column ‘Mirjams Missie’. Hierin nam ze "het wonderlijke fenomeen man" op de hak. Haar kennis over de andere sekse resulteerde in 2010 in het boek Wat wil de man?, dat zij schreef met Femmetje de Wind. Hetzelfde tweetal publiceerde later het vervolg hiervan, Wat wil de vrouw?, in 2011 uitgegeven door Prometheus.
- Digitale Bibliotheek voor de Nederlandse Letteren: broe289
- Gemeinsame Normdatei: 1026504430
- International Standard Name Identifier: 0000 0003 6873 4417
- Nederlandse Thesaurus van Auteursnamen: 330151061
- Virtual International Authority File: 263225082